# Амгунь (річка)
Амгу́нь — річка в Росії, в Хабаровському краї, ліва притока Амуру. Утворюється злиттям річок Сулук і Аякіт на схилах Буреїнського хребта. Довжина 723 км, площа басейну 55 500 км². Має рівнинний характер.
Середні витрати води біля села Гуга 489 м³/с. Головна притока — Німелен (ліва). Льодостав з кінця жовтня до початку травня. Живлення головним чином дощове. Багата на рибу — кета, горбуша, осетер. Судноплавна на 330 км від гирла, сплвана.
В басейні Амгуні близько 2,5 тисяч озер загальною площею 647 км². Від витоку до селища Березовий вздовж русла проходить траса БАМ.